# Saint-Alban-les-Eaux
Saint-Alban-les-Eaux este o comună în departamentul Loire din sud-estul Franței. În 2009 avea o populație de 924 de locuitori.

## Evoluția populației
| An        | 1975 | 1982 | 1990 | 1999 | 2006 | 2009 |
| --------- | ---- | ---- | ---- | ---- | ---- | ---- |
| Populație | 748  | 755  | 843  | 953  | 933  | 924  |